# Asta Witkowsky
 Asta Constance Witkowsky, född Lindholm 10 oktober 1905 i Stockholm, död 29 februari 1968 i Oscars församling, Stockholm, var en svensk målare, tecknare och konstpedagog.
Witkowsky var dotter till ingenjören Anders Elof Lindholm och Anna Laura Constance Nyman samt från 1929 gift med pianisten Wiatcheslaw Witkowsky. Hon studerade konst för André Lhote i Paris 1923–1924 och vid Tekniska skolans teckningslärarinstitut 1924–1929 samt som specialelev i målning för Birger Simonsson och i muralmåleri för Sven Erixson vid Kungliga konsthögskolan 1936. Hon bedrev dessutom intensiva självstudier under resor till bland annat Nederländerna, Frankrike, England, Italien och Sovjet. 
Separat ställde hon bland annat ut i Gävle, Karlstad, Umeå och på Färg och Form i Stockholm. Tillsammans med Erik Hallgren ställde hon ut på Färg och Form 1953 och tillsammans med Józef Hecht på Lorensbergs konstsalong i Göteborg samt i Malmberget med Edit Welinder och med Sonja Reinfeldt i Kiruna 1959. Hon medverkade i Sveriges allmänna konstförening vårutställning i Stockholm 1933, Föreningen Svenska Konstnärinnors jubileumsutställning på Konstakademien 1959 samt föreningens utställningar i Sydney, Graz och Hamburg. Hon var representerad i en utställning med nordiska konstnärinnor på Liljevalchs konsthall 1948. 
Hon anställdes som lärare i målning och färglära vid Konstfackskolan i Stockholm 1957. Hon är känd som landskapsmålare men hennes konst består även av stadsbilder figurkompositioner och stilleben utförda i flera olika tekniker. Som illustratör utförde hon ett flertal bokillustrationer. Witkowsky är representerad vid Simrishamns museum, Solna kommunhus, Nynäshamns kommunhus och Tranås kommunhus.   
Makarna Witkowsky är begravda på Norra begravningsplatsen utanför Stockholm.